# Гавре
Гавре́, Ґавре (фр. Gavray) — колишній муніципалітет у Франції, у регіоні Нормандія, департамент Манш. Населення — 1421 осіб (2011).
Муніципалітет був розташований на відстані близько 280 км на захід від Парижа, 80 км на південний захід від Кана, 30 км на південний захід від Сен-Ло.

## Історія
До 2015 року муніципалітет перебував у складі регіону Нижня Нормандія. Від 1 січня 2016 року належав до нового об'єднаного регіону Нормандія.
1 січня 2019 року Гавре, Ле-Мені-Аман, Ле-Мені-Рог i Сурдеваль-ле-Буа було об'єднано в новий муніципалітет Гавре-сюр-Сьєнн.

## Демографія
Динаміка населення (INSEE ):
Розподіл населення за віком та статтю (2006):
| Стать | Всього | До 15 років | 15-24 | 25-44 | 45-64 | 65-85 | Понад 85 |
| --- | ------ | ----------- | ----- | ----- | ----- | ----- | -------- |
| Чоловіки | 616    | 88          | 88    | 112   | 176   | 136   | 16       |
| Жінки | 732    | 116         | 48    | 148   | 148   | 216   | 56       |
| \| Статево-вікова піраміда \| Статево-вікова піраміда \| Статево-вікова піраміда \| \| ----------------------- \| ----------------------- \| ----------------------- \| \| Чоловіки \| Вік \| Жінки \| \| 16 \| 85 + \| 56 \| \| 20 \| 80-84 \| 56 \| \| 48 \| 75-79 \| 48 \| \| 40 \| 70-74 \| 80 \| \| 28 \| 65-69 \| 32 \| \| 44 \| 60-64 \| 48 \| \| 52 \| 55-59 \| 40 \| \| 32 \| 50-54 \| 36 \| \| 48 \| 45-49 \| 24 \| \| 48 \| 40-44 \| 64 \| \| 16 \| 35-39 \| 16 \| \| 36 \| 30-34 \| 40 \| \| 12 \| 25-29 \| 28 \| \| 40 \| 20-24 \| 20 \| \| 48 \| 15-20 \| 28 \| \| 36 \| 10-14 \| 32 \| \| 36 \| 5-9 \| 20 \| \| 16 \| 0-4 \| 64 \| |        |             |       |       |       |       |          |
| Статево-вікова піраміда |        |             |       |       |       |       |          |
| Чоловіки | Вік    | Жінки       |       |       |       |       |          |
| 16 | 85 +   | 56          |       |       |       |       |          |
| 20 | 80-84  | 56          |       |       |       |       |          |
| 48 | 75-79  | 48          |       |       |       |       |          |
| 40 | 70-74  | 80          |       |       |       |       |          |
| 28 | 65-69  | 32          |       |       |       |       |          |
| 44 | 60-64  | 48          |       |       |       |       |          |
| 52 | 55-59  | 40          |       |       |       |       |          |
| 32 | 50-54  | 36          |       |       |       |       |          |
| 48 | 45-49  | 24          |       |       |       |       |          |
| 48 | 40-44  | 64          |       |       |       |       |          |
| 16 | 35-39  | 16          |       |       |       |       |          |
| 36 | 30-34  | 40          |       |       |       |       |          |
| 12 | 25-29  | 28          |       |       |       |       |          |
| 40 | 20-24  | 20          |       |       |       |       |          |
| 48 | 15-20  | 28          |       |       |       |       |          |
| 36 | 10-14  | 32          |       |       |       |       |          |
| 36 | 5-9    | 20          |       |       |       |       |          |
| 16 | 0-4    | 64          |       |       |       |       |          |

## Економіка
2010 року серед 736 осіб працездатного віку (15—64 років) 495 були активними, 241 — неактивною (показник активності 67,3%, у 1999 році було 66,5%). З 495 активних мешканців працювали 442 особи (234 чоловіки та 208 жінок), безробітними було 53 (21 чоловік та 32 жінки). Серед 241 неактивної 60 осіб було учнями чи студентами, 107 — пенсіонерами, 74 були неактивними з інших причин.

У 2010 році в муніципалітеті числилось 683 оподатковані домогосподарства, у яких проживали 1417,5 особи, медіана доходів виносила 15 235 євро на одного особоспоживача